# Ильзанкер, Штефан (саночник)
Штефан Ильзанкер (нем. Stefan Ilsanker, 6 июля 1965, Берхтесгаден, Бавария) — западно-германский саночник, выступавший за сборную ФРГ в середине 1980-х — начале 1990-х годов. Участник зимних Олимпийских игр в Калгари, обладатель серебряных медалей чемпионатов Европы и мира, многократный призёр национальных первенств и различных этапов Кубка мира.

## Биография
Штефан Ильзанкер родился 6 июля 1965 года в городе Берхтесгаден, федеральная земля Бавария. Активно заниматься санным спортом начал в начале 1980-х годов, вскоре прошёл отбор в национальную сборную и в паре с Георгом Хаклем стал принимать участие в крупнейших международных стартах, показывая довольно неплохие результаты. Так, уже в сезоне 1985/86 занял третье место в общем зачёте Кубка мира, а через год расположился в мировом рейтинге сильнейших саночников на второй строке. На чемпионате мира 1987 года в австрийском Иглсе завоевал на двухместных санях серебряную медаль.
Благодаря череде удачных выступлений Ильзанкер удостоился права защищать честь страны на зимних Олимпийских играх 1988 года в Калгари, без проблем преодолел квалификацию и планировал побороться здесь за медали, однако в итоге финишировал в двойках лишь четвёртым. На Кубке мира в двух последующих сезонах занимал третье и второе места общего зачёта, а на европейском первенстве 1990 года в Имсте выиграл ещё одну серебряную награду, заняв второе место в состязаниях смешанных команд. Поскольку после объединения Германии конкуренция в сборной резко возросла, вскоре Штефан Ильзанкер принял решение завершить карьеру профессионального спортсмена, уступив место молодым немецким саночникам.